# Leonardo e Geltrude
Leonardo e Geltrude è un'opera letteraria di Johann Heinrich Pestalozzi. È uno dei grandi romanzi pedagogici del romanticismo europeo e consta di quattro volumi, pubblicati tra il 1781 e il 1787. In realtà l'autore si dedicò all'opera durante tutta la sua vita, pubblicandone altre due edizioni in reazione a diversi mutamenti sociopolitici. Il romanzo è stato spesso accostato al Wilhelm Meister di Goethe, altro grande romanzo pedagogico del romanticismo europeo, e a I promessi sposi di Alessandro Manzoni per il forte impegno civile ed educativo e la scelta degli umili come protagonisti.

## Trama
Il primo libro, così come tutta la vicenda, si svolge nell'immaginario villaggio di Bonnal, proprietà del feudatario Arner, vassallo di un principe. Il villaggio, però, è di fatto governato dal dispotico podestà Hummel, che conserva il potere grazie alla corruzione, alla vessazione e al sostegno dei ricchi agricoltori. Anche il protagonista, Leonardo, è vittima di Hummel e, disperato, si trastulla nell'ozio e nell'ubriachezza. Sarà sua moglie, Geltrude, a salvarlo da questa rovinosa situazione: la coraggiosa donna, infatti, si rivolge ad Arner, il quale affida a Leonardo, abile muratore, il progetto di costruire la nuova chiesa del villaggio. Nonostante i tentativi di Hummel di boicottare il progetto, la chiesa viene costruita, anche grazie all'aiuto del pastore Ernst, fedele collaboratore di Arner.
Il secondo libro si apre con la cacciata di Hummel dal villaggio e l'arrivo di nuovo podestà, più giovane e certamente molto più onesto; Arner inoltre riesce a far condannare anche i principali complici di Hummel e il campo comunale viene ceduto ai poveri. Termina in questo modo un regime di paura e corruzione, dominazione e sfruttamento, che da sempre vigeva all'interno del piccolo feudo.
Nel terzo libro Arner ed Ernst, in seguito ad una visita al cotonificio Meyer, prendono consapevolezza del fatto che la qualità della vita del popolo può migliorare solo a patto di provvedere alla sua educazione, di migliorare le condizioni della vita materiale e di avviare un processo di razionalizzazione del lavoro manifatturiero. Giunge così nel villaggio Glüphi, ex-tenente, ora a riposo a causa delle ferite di guerra, per sostituire l'anziano maestro e avviare un progetto di riforma dell'educazione. L'obiettivo di Glüphi è il raccordo tra istruzione e lavoro: perseguendo tale finalità, progetta un sistema di educazione incentrato sulla tessitura, così come gli viene consigliato dalla volenterosa Geltrude. Nasce una scuola a tempo pieno in cui i bambini imparano a contare stando al telaio, inoltre la lettura e la scrittura saranno apprese in modo attivo, grazie a innovativi materiali didattici costruiti da Glüphi stesso. Il richiamo all'ordine è sempre presente all'interno della scuola:
(Johann Heinrich Pestalozzi, Leonardo e Geltrude, La Nuova Italia, Firenze 1928, libro III pag.190)
Il richiamo all'ordine è considerato essenziale se si vuole instaurare l'ordine, più in generale, nella società, anche attraverso il concreto impegno di Arner ed Ernst, i quali contribuiscono con opere di sostegno e di carità, incentivando forme di autogoverno e decentramento popolare.
Nell'ultimo libro, il quarto, Arner si impegna personalmente con il principe per far sì che l'esperienza di Bonnal venga estesa a tutto lo Stato e, difatti, nonostante alterne vicende, la riforma educativa sarà estesa a tutto lo Stato. Nel frattempo, Arner si ammala e, nonostante le più alte cariche del villaggio provino preoccupazione e apprensione per le sue condizioni, il popolo sembra indifferente alle sorti del suo feudatario. Questo è la spunto per la teorizzazione di Glüphi circa l'umana tendenza al male e l'importanza fondamentale di un'educazione che la ostacoli: quest'ultima parte è detta la "filosofia del tenente" ed è idealmente la conclusione, alquanto pessimistica, dell'intero romanzo.

## Il significato delle teorie e delle figure educative dell'opera
Il primo e il secondo libro sono dedicati al popolo. Dimostrano che, attraverso il recupero civile e morale, l'impegno pedagogico e l'insegnamento dei buoni valori l'uomo può allontanarsi dalla cattiveria e ritornare alla sua bontà originaria. È evidente come questa concezione sia erede della lezione rousseauiana. Gertrude è l'emblema di tale riscatto morale, oltre che civile; ella, inoltre, è il simbolo della dimensione familiare e materna. Pestalozzi, infatti, dedicherà alla sua figura un'altra opera, dal titolo Come Gertrude istruisce i suoi figli.
Il terzo e il quarto libro sono invece rivolti alle classi colte. Arner ed Ernst rispecchiano l'impegno educativo dell'aristocrazia e della Chiesa, gruppi sociali a cui Pestalozzi attribuisce l'impegno concreto di iniziative destinate al rinnovamento morale della società. Allo stesso modo il principe incarna l'ideale pestalozziano di uno Stato educatore.
Tuttavia è a Glüphi che Pestalozzi affida il suo ideale educativo. Glüphi è il maestro che Pestalozzi avrebbe voluto essere: riconoscendo la difficoltà e l'importanza del suo mestiere, egli lo considera più una missione che non una professione. L'ex-tenente, infatti, non ha scelto questo mestiere, ma vi si dedica comunque con passione e costanza, proprio come si fa con una missione. Glüphi impartisce un'educazione concreta, evitando ogni verbalismo pedantesco, inutile decoro dell'educazione dei contadini di Bonnal, anche se "severa preparazione professionale" non esclude un'educazione integrale. Alla sua precedente carriera di militare sono da attribuire la sua visione pessimistica circa la natura umana, il costante richiamo all'ordine, l'attenzione per ogni particolare dell'attività educativa e didattica, il ricorso talvolta a rimproveri, diretti se necessari anche alle famiglie. In sostanza, Glüphi incarna la consapevolezza pestalozziana dell'importanza e del valore sociale dell'educazione popolare. Egli educa con severità, non ammette inadempienze, poiché sa che per i giovani contadini di Bonnal la scuola è l'unico strumento per raggiungere l'emancipazione politica e una dignitosa vita sociale.